# 貝塚

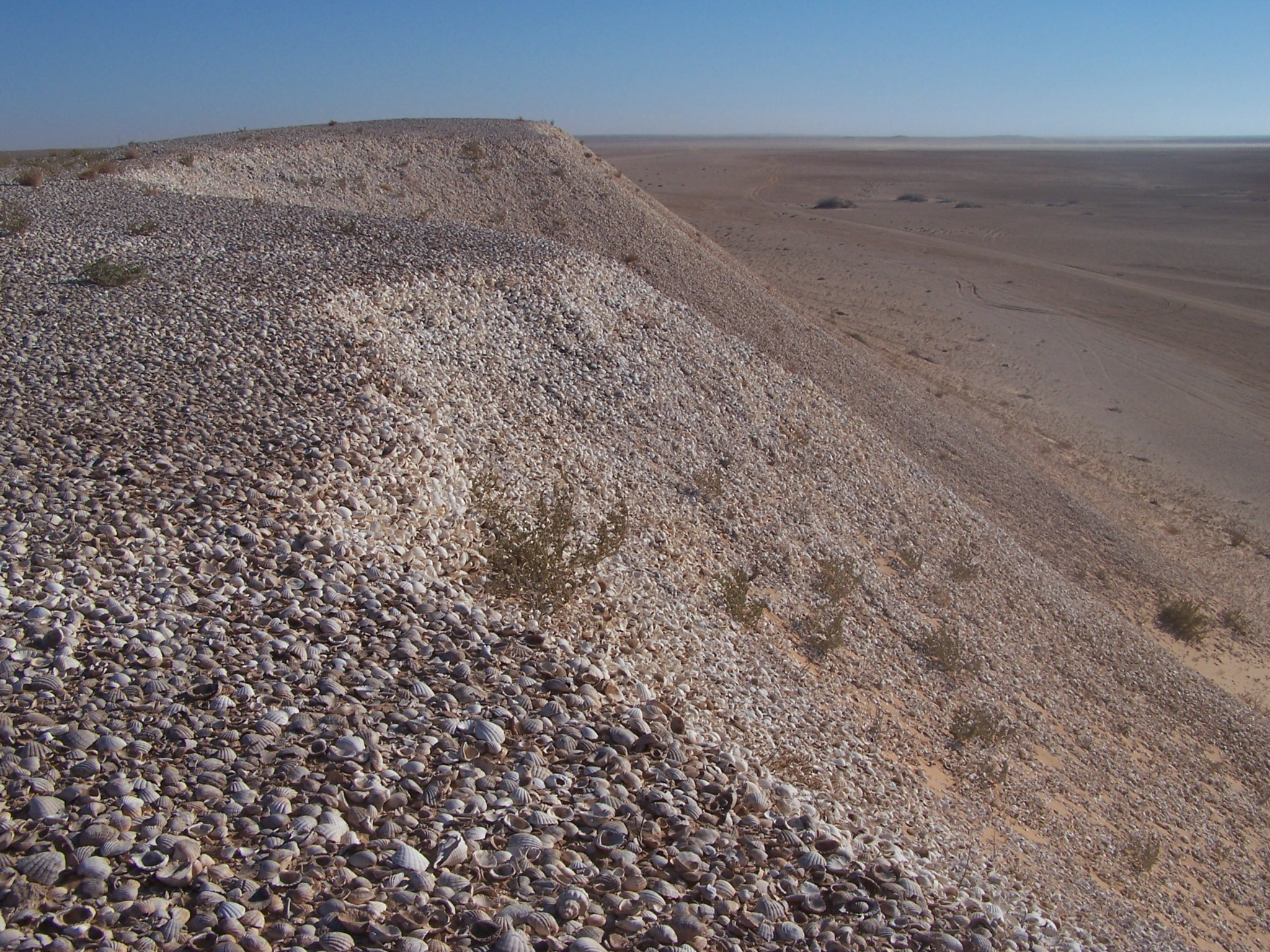
モーリタニアのバン・ダルガン国立公園（アルガン礁国立公園）内にある貝塚／同国立公園の中核地域はユネスコ世界遺産登録物件。

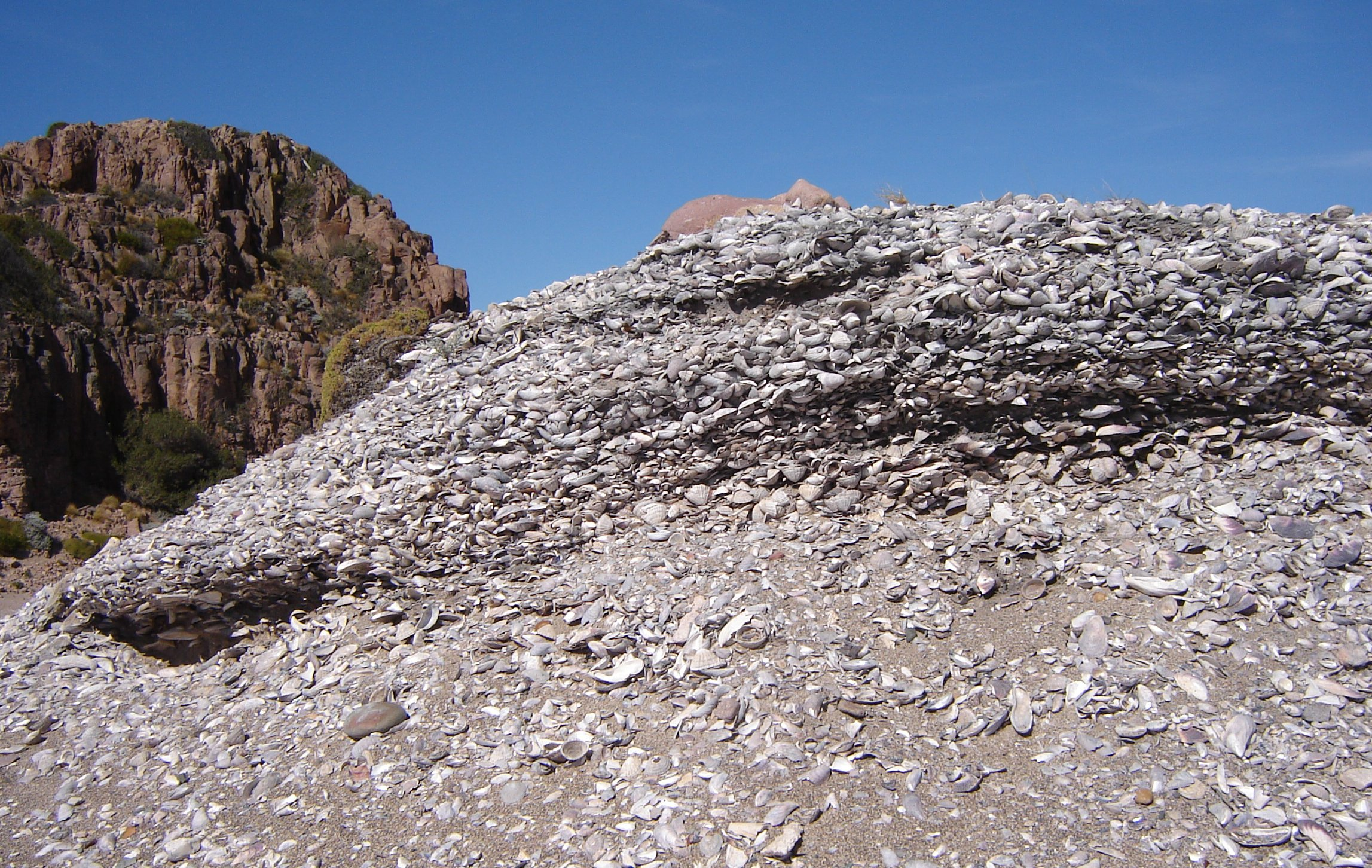
アルゼンチンのサンタクルス州にある貝塚

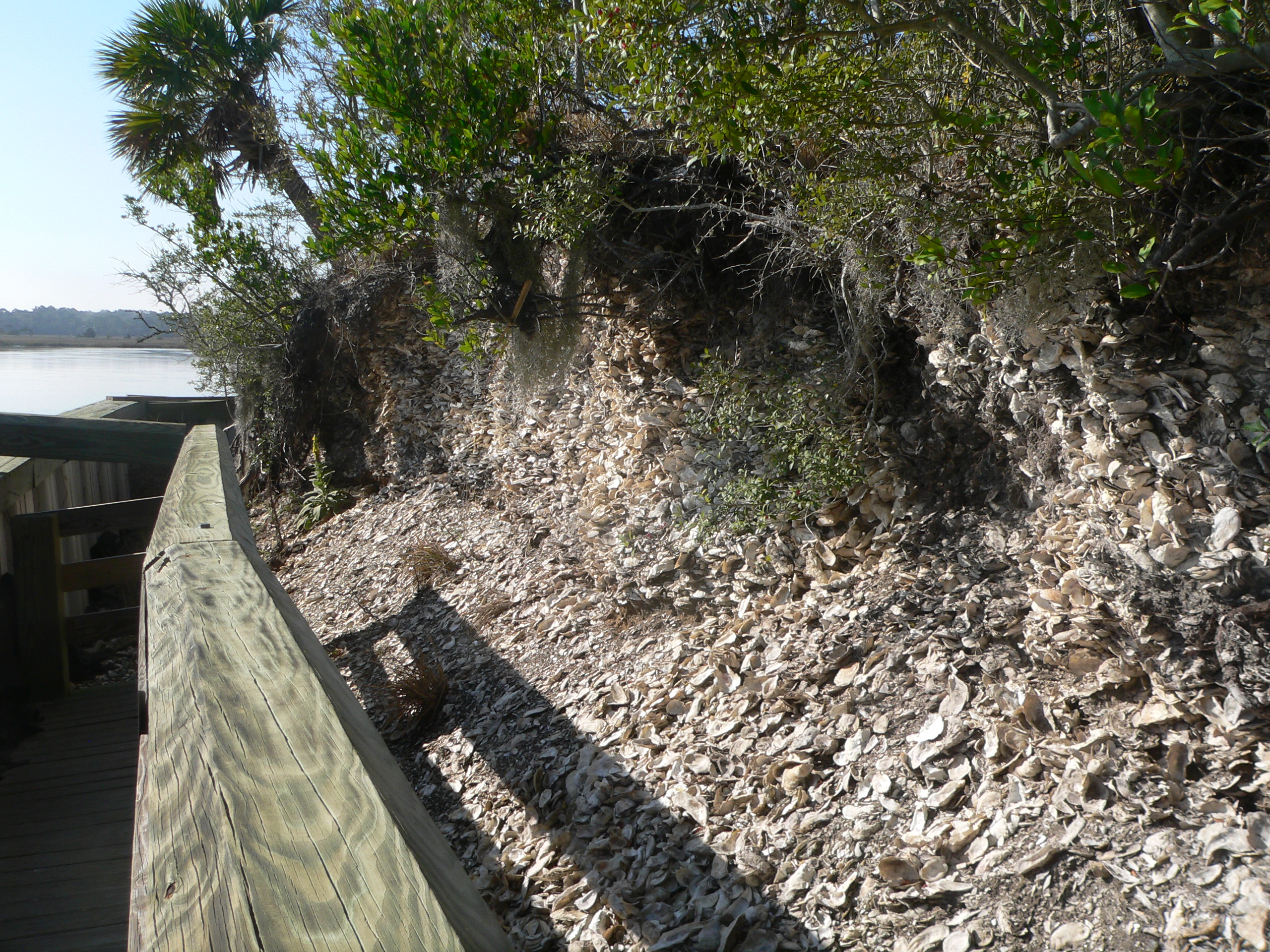
米国サウスカロライナ州のエディスト島 (en) にある貝塚「スパニッシュマウントポイント (en)」／エディストビーチ州立公園 (en) 内。アメリカ合衆国国家歴史登録財指定物件。

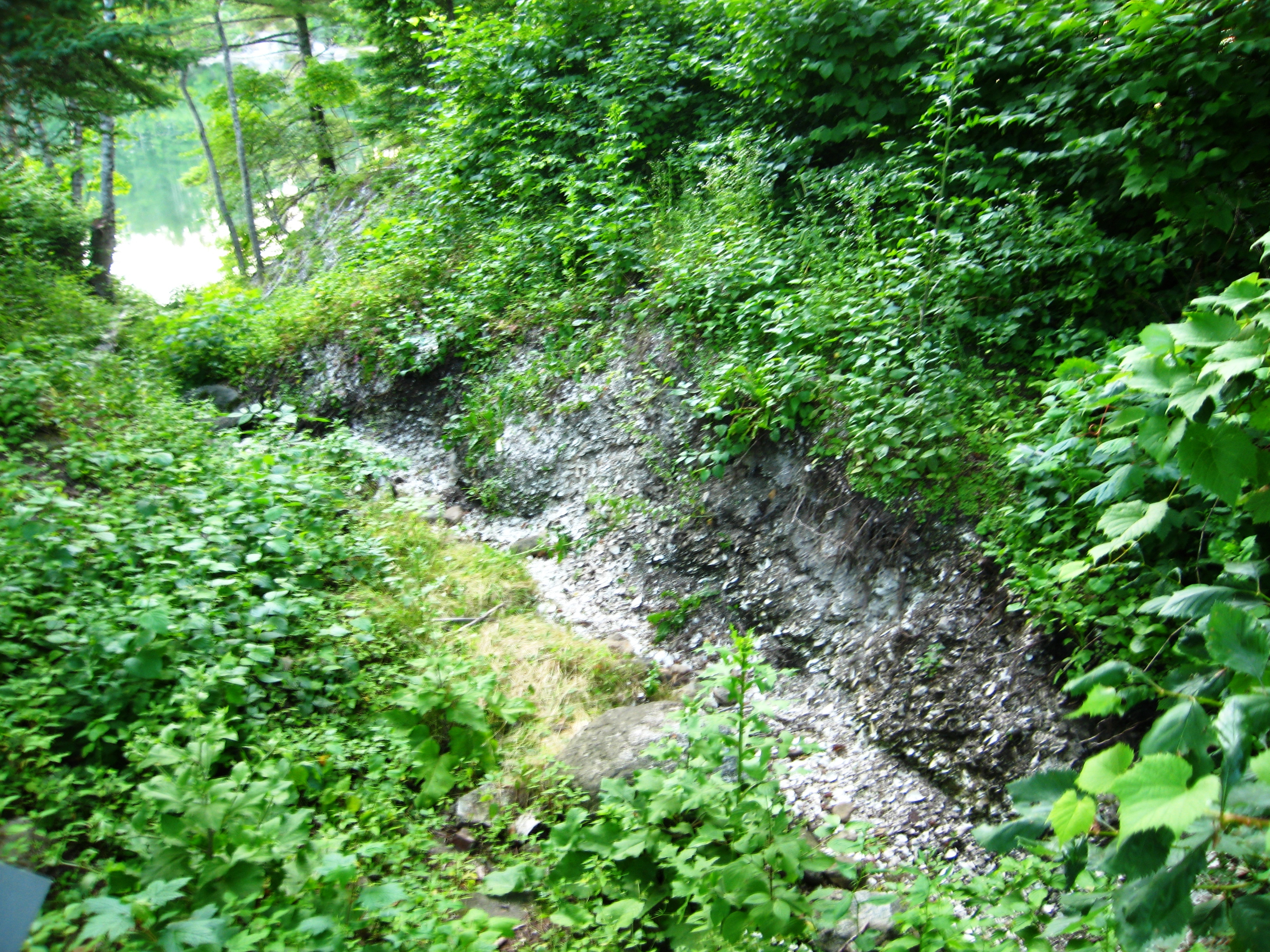
米国メイン州のダマリスコッタにあるホエールバック貝塚／牡蠣殻を主とする。

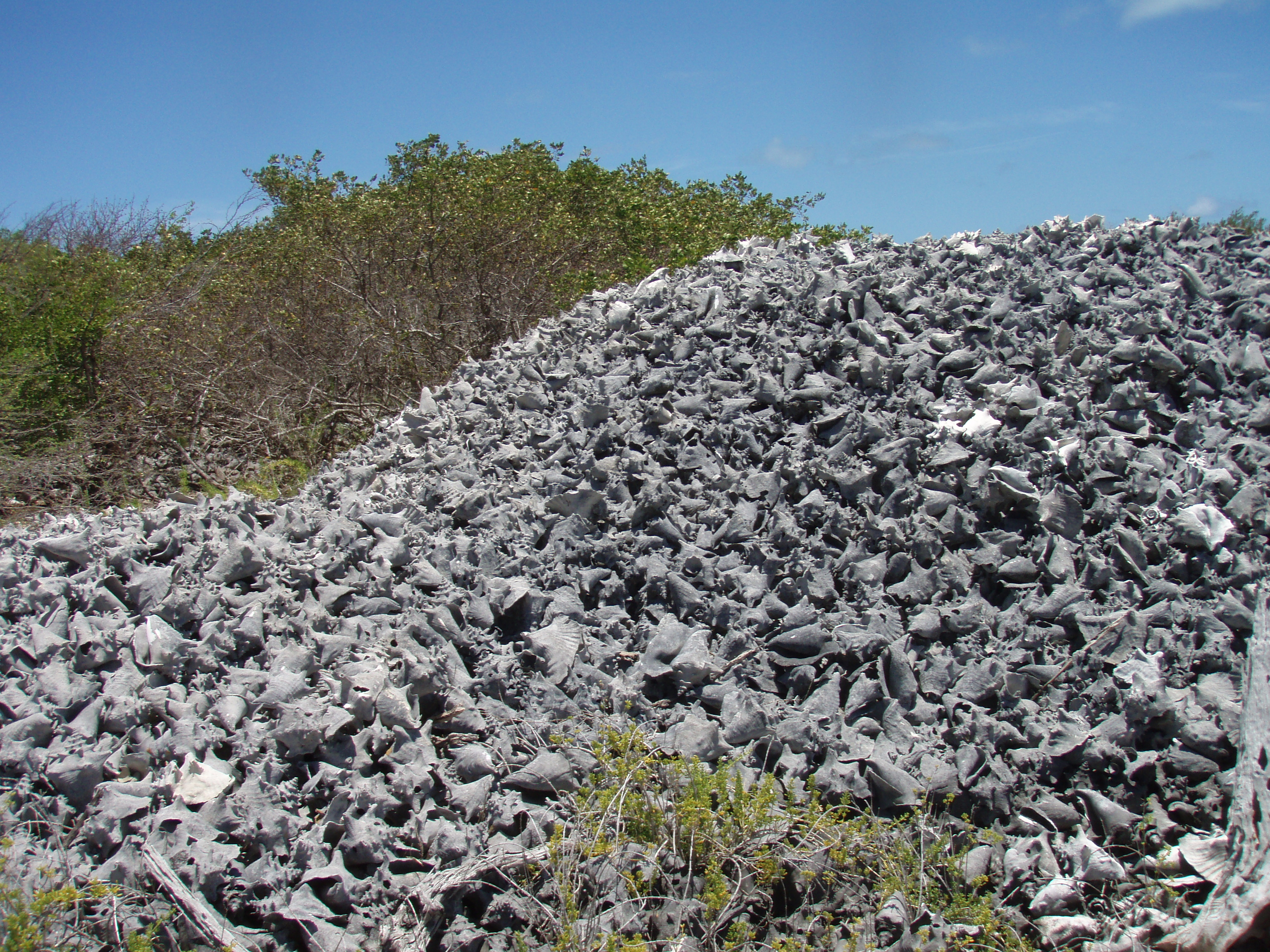
イギリス領ヴァージン諸島のアネガダ島にある貝塚／巻貝であるソデボラ科の1種 の貝殻でできている。

貝塚（かいづか）とは、貝類の常食に適した地に居住する先史時代の人々が、日々ごみとして大量に出る貝殻と他の様々な生活廃棄物と共に長年に亘って投棄し続けることで、それらが累積した特定の場所をいう。貝殻の捨て場所とする以外に、貝の加工場、あるいは塩の生産場の役割を果たした場所とする解釈もある。

## 概要
丘や塚に形容し得る大きなものがあるため、日本語と中国語では「貝塚」と呼ばれるが、そのような規模のものばかりではない。日本語では当初は「貝墟（かいきょ）」ともいった（例：大森貝墟）。英語（事実上の国際共通語）では様々な名称が通用しているが、"shell midden（日本語音写例：シェル ミドゥン。意：貝殻のごみ山）" と "shellmound（日本語音写例：シェルマウンド。意：貝殻塚）" が、優勢かつ正確である。
貝殻以外にも、鳥獣魚骨など食料の残滓、破損した土器・石器・骨角器などの道具類、焼土や灰なども捨てられていることが多く、また、人骨が発見されることもある。貝塚を狭義でいう場合は、上に挙げたような貝殻以外の投棄物をほとんどもしくは全く含まないもの、すなわち「貝層」を指す。

最終氷期の終焉期には、長らく寒冷であった地球環境が急速かつ大幅に温暖化していった。その影響は当然ながら人類にも及んでいる。影響は食料資源にも現れ、最も顕著な変化として世界各地でメガファウナ（大型動物の動物相。この時代では、ゾウ類、サイ類、オオツノジカ類、バイソン、剣歯虎など）が大きな衰退を見せ、なかには動物相ごと消滅してしまう地域まであった。マンモス動物群（マンモス、ヘラジカ、バイソンなどで構成される寒冷適応型メガファウナ）とナウマンゾウ・ヤベオオツノジカ動物群（ナウマンゾウとヤベオオツノジカを主とする温暖適応型メガファウナ）が姿を消した日本列島はその代表例である。
人類は新しい環境に即して生活様式を変革する必要に迫られた。その一つが川や湖沼や海に溢れる魚介類の利用の拡大や開始であり、貝類を常食する人間集団の場合にはその居住地域でごみ捨て場として貝塚が形成されるようになった。
貝塚では、貝殻の炭酸カルシウム成分のために日本列島のような酸性土壌であっても中和され、土壌が有機物由来の考古遺物を保護する作用を持つため、人骨や鳥獣魚骨、骨角器などが比較的良好な保存状態で出土することが多い。貝塚は文字を持たなかった社会を研究するうえで重要視されている。
貝塚の研究は19世紀後半にデンマークで始められた。ヨーロッパ先史考古学の指導的位置にあったデンマーク人考古学者でデンマーク国立博物館館長のイェンス・ヤコブ・アスムッセン・ウォルソーは、同じデンマーク人の動物学者ヤペトゥス・ステーンストロップおよび地質学者ヨハン・ゲオルク・フォルシュハーマーと共に、貝塚が人為的なもので、居住地に伴うごみ捨て場であることを実証した（ユトランド半島北部のエルテベレ貝塚が実証の現場となった）。貝塚は世界各地で発見されており、それまでは自然の堆積現象か居住地のいずれかと考えられていたが、貝殻のほかにも動物の骨や石器・土器が発見されたため、人間の食物の残滓が集積したものと認められるようになったのである。
世界的には、デンマークを中心としたヨーロッパ地域、カナダのブリティシュコロンビアを中心とした北西海岸、アメリカ合衆国メイン州を中心とした大西洋岸、東アジア沿海地域（日本列島を含む）などの、ほぼ同緯度の地域で、ヴュルム氷期（最終氷期）終焉期以降（後氷期の到来以降）に貝塚が出現している。
極東ロシアの沿海地方から東アジアの沿海地域（日本列島・朝鮮半島・中国大陸の沿海地域）にかけての一帯は、世界的に見ても貝塚が濃密に分布する地域である。

## 研究
| （左）オーストラリアはビクトリア州のエリザベス島（英語版）にある貝塚の発掘調査／1888年撮影。（右）デンマークはユトランド半島北部のリムフィヨルドにあるエルテベレ文化（英語版）による貝塚（エルテベレ貝塚）の発掘調査／1890撮影。規模は幅141m、高さ20m。牡蠣殻を主とする自然遺物は春の獲物が集中しており、季節的居住であったことが分かる。デンマーク国立博物館所蔵写真。 |  | （左）オーストラリアはビクトリア州のエリザベス島（英語版）にある貝塚の発掘調査／1888年撮影。（右）デンマークはユトランド半島北部のリムフィヨルドにあるエルテベレ文化（英語版）による貝塚（エルテベレ貝塚）の発掘調査／1890撮影。規模は幅141m、高さ20m。牡蠣殻を主とする自然遺物は春の獲物が集中しており、季節的居住であったことが分かる。デンマーク国立博物館所蔵写真。 |
| （左）オーストラリアはビクトリア州のエリザベス島にある貝塚の発掘調査／1888年撮影。 （右）デンマークはユトランド半島北部のリムフィヨルドにあるエルテベレ文化による貝塚（エルテベレ貝塚）の発掘調査／1890撮影。規模は幅141m、高さ20m。牡蠣殻を主とする自然遺物は春の獲物が集中しており、季節的居住であったことが分かる。デンマーク国立博物館所蔵写真。                    |  | |

- 地形と貝塚分布との関係
- 貝層形成の時期と貝層の形成過程
- 貝種組成と貝の規模
- 貝層内に形成された遺構
- 出土遺物と出土状況
- 貝塚の道具と装身具
- 動物遺存体
- 植物遺存体
- 人骨
- 貝塚と集落
- 製塩土器

## 日本の貝塚

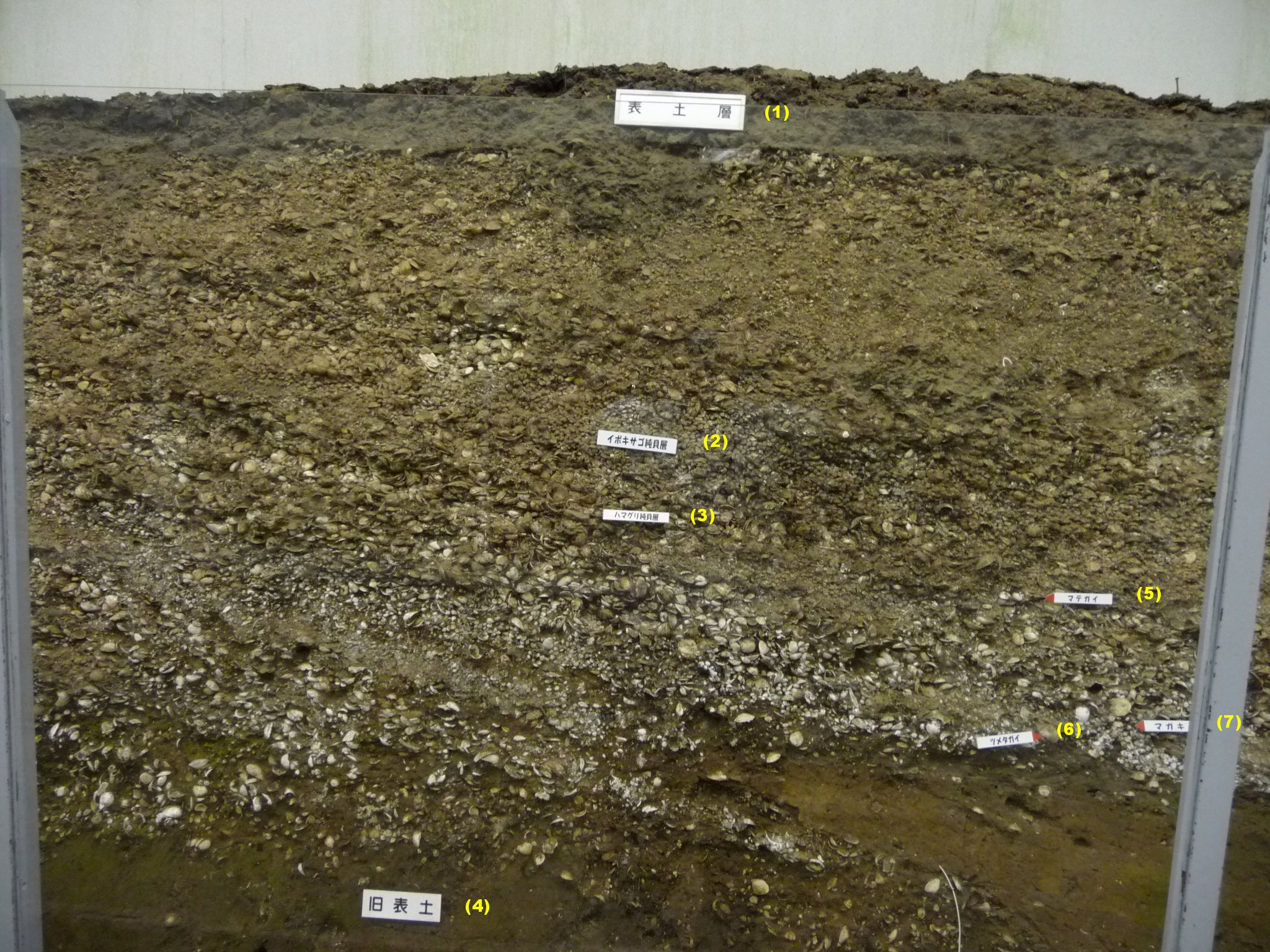
加曽利貝塚、北貝層断面

縄文時代の貝塚は、日本列島では約2500個所発見されている。既に発見されている箇所の4分の1近くは、東京湾の東沿岸一帯で占められるが、これは、この地域での土地改変が著しく、分布調査及び発掘調査が進んでいることが大きな理由であり、地下に埋蔵される貝塚の全国的な分布状況とは別問題であることには注意を要する。なお、東京湾の東沿岸（千葉県下）でも、とりわけ千葉市内は分布密度が高いとされる。このほか貝塚が集中して分布している地域としては、太平洋沿岸の大きな内湾であり干潟がよく発達した仙台湾や大阪湾などをあげることができる。
東京湾岸にも集中している貝塚であるが、作られ方は時期によって違う。縄文時代早期では、竪穴建物や小さな調理施設である炉穴の中に捨てられている場合が多く、縄文前期にも早期と同様の貝塚が形成されている。
縄文中期になると、前期から成立し始めた環状集落がより増加する。建物がムラのほぼ中程の広場を囲んで配置されていて、それらの建物跡に貝殻等が多量に遺棄・蓄積されるようになったので（考古学者の谷口康浩は「廃棄帯」と呼称する）、結果として環状や馬蹄形状の貝塚の並びが形成されたように見える。加曽利貝塚や蛸ノ浦貝塚などがこれに類する。
日本列島は酸性土壌であり、骨などの有機物が残り難い。しかし、貝塚は大量の貝殻に由来する炭酸カルシウムが豊富なために土壌をアルカリ性に保ち、鳥獣や魚などの骨格（動物遺体）がよく保存されているので、当時の生産や海辺の生活を知る動物考古学の観点から貴重な遺跡となっている。

貝塚が太古の人々の遺したものであるという考えは、奈良時代にすでにあったと言うべきかも知れないが、まだまだ怪しい理解の仕方ではあった。それと言うのも、奈良時代に成立した『常陸国風土記』の「那賀略記」に、海岸からかなり離れた場所でありながら誰かが海辺の貝を獲って食べて捨てるを長く続けたことでできあがったと考えられる岡（丘）についての記述があり、その誰かというのは上古の住人で、巨人であったと語っているからである。書き手はこの岡を昔の人は「大朽（おおくち）」と呼んでいたとも言及しており、大量の貝が朽ちていることに由来する地名であると理解できているように思われる一方で、縄文海進による海岸線の大きな移動を知る由もなかった時代の理解として人智を超えた“巨人”が創出されているのであり、従って、奈良時代の知識人には貝塚がある程度まで理解されてはいても、普通の人間の生活痕跡とは思われていなかったことが分かる。地名はまた、今は「大朽」から転じた「大櫛之岡（おおくしのおか）」であるとも語られており、昭和時代の研究者をしてこの貝塚は現在の「大串貝塚（おおくし かいづか）」に比定されている。
詳しくは「ダイダラボッチ#常陸国風土記」および「大串貝塚」を参照のこと。理解の度合いはともかくとして、上述した「大櫛之岡の巨人伝説」が、「貝塚遺跡が文献に記された日本最古の例」であり、さらに言えば「石器時代遺跡が記録された日本最古の例」
である。

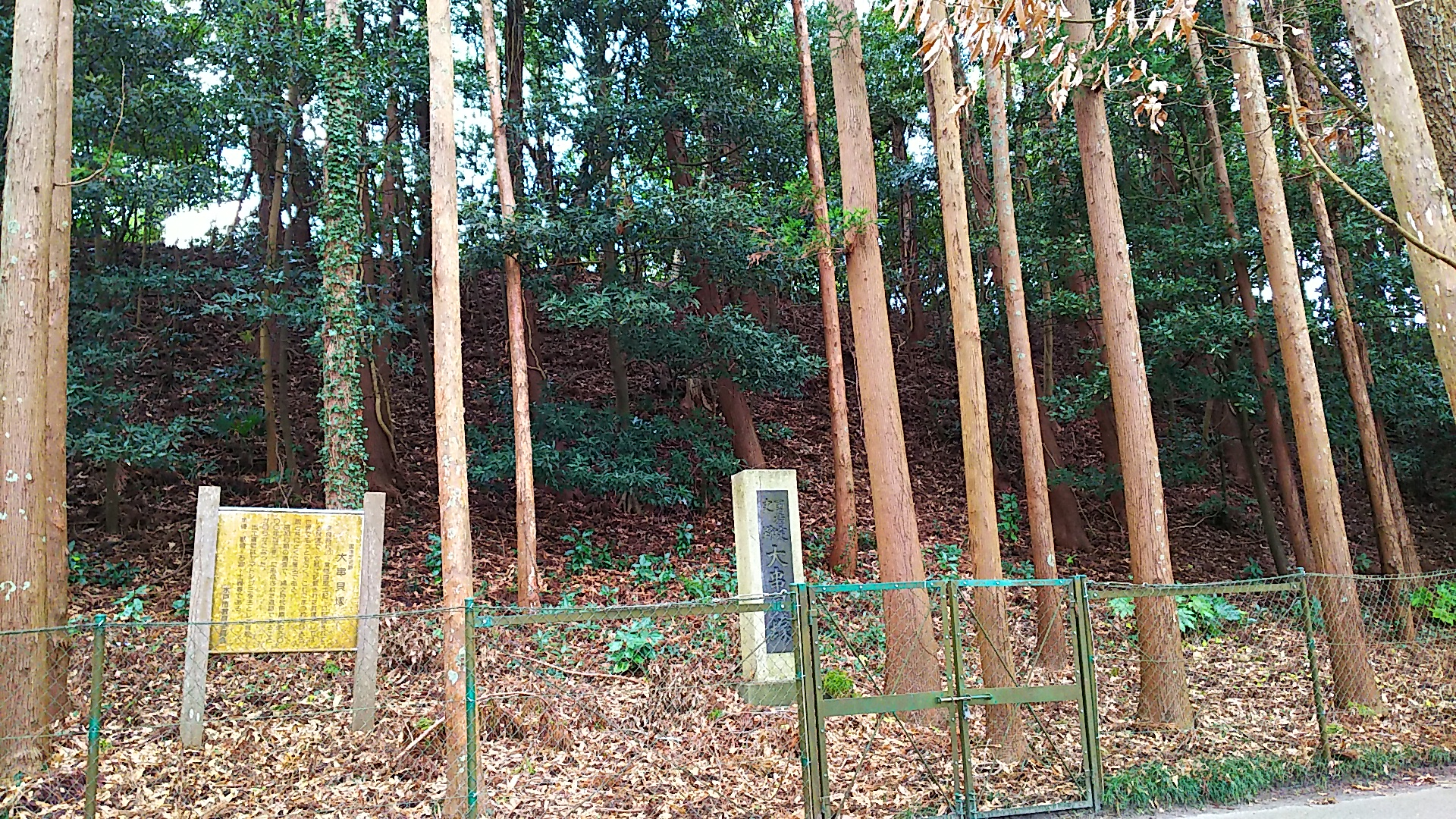
茨城県水戸市の大串貝塚

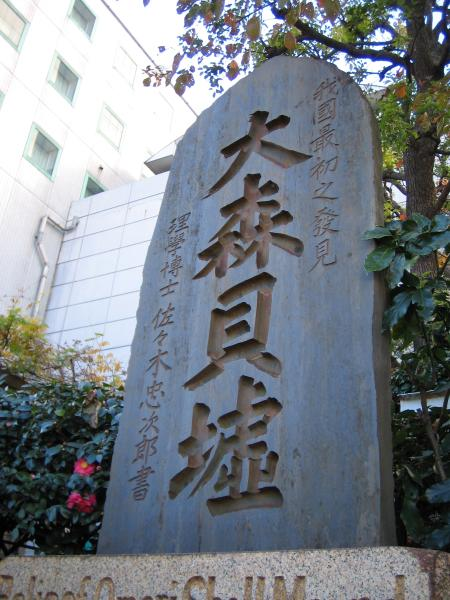
大森貝墟の碑／大田区山王1-3に所在。

1877年（明治10年）、アメリカ人の動物学者・エドワード・S・モースが列車の窓越しに貝塚を発見した。モースは大森貝塚を発掘し、1879年に英文と日本文で報告書を出版した。森は、このモースの業績を近代科学としての考古学のスタートとしている。
大森貝塚は、東京府荏原郡大井村鹿島谷（cf. 荏原郡#町村制以降の沿革。現在の東京都品川区大井6丁目）にある、鉄道建設に伴う掘削工事に伴って露出した、貝殻が混じった土手であったが、一躍、モースの業績によって貝塚研究の分野では広く知られる遺跡になった。
日本最古とされる貝塚は、千葉県の西之城貝塚と神奈川県の夏島貝塚であり、紀元前7500年頃の縄文時代早期前半の土器が両貝塚から出土している。
日本人によって初めて本格的な発掘調査・報告が行なわれた貝塚は、茨城県稲敷郡美浦村の陸平貝塚である。1905年（明治38年）には、横浜に居留していたイギリス人医師ニール・ゴードン・マンローによって、縄文時代後期から弥生時代前期の貝塚である三ツ沢貝塚（所在地：神奈川県横浜市神奈川区沢渡ほか）が発見される。

### 捨て場以外の解釈

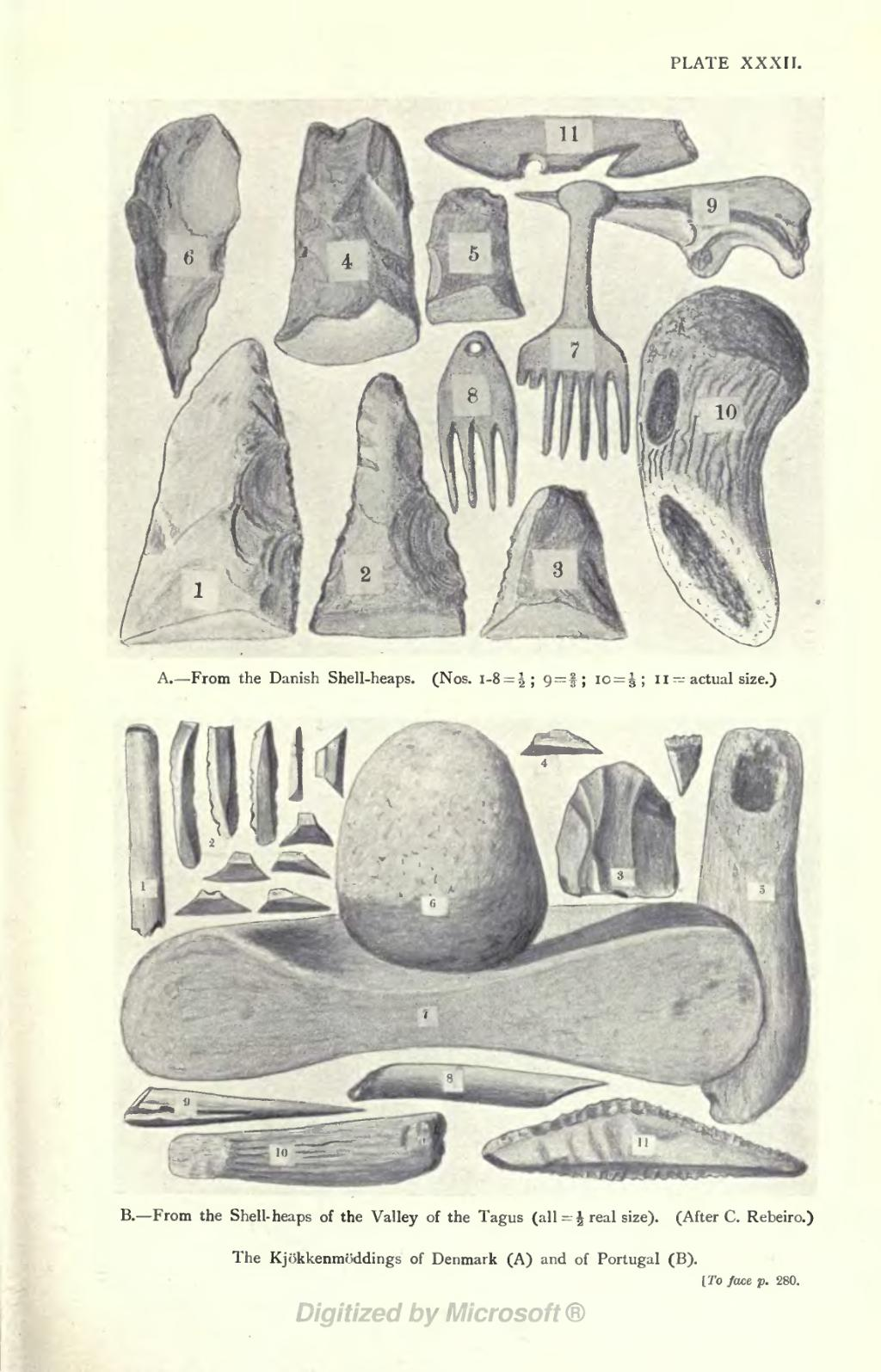
貝塚の考古遺物の例（図説）／Aはデンマークの貝塚から、Bはポルトガルのタホ川沿いの村の貝塚から発見されたもので、石器と骨角器が多く見られる。

貝殻の捨て場所とする解釈以外に、貝の加工場あるいは塩の生産場の役割を果たした場所とする解釈もある。さらに干潟とともに木の杭が出土する例もありカキなどの養殖が行われていた可能性も指摘されている。